# Regius Professor of Greek (Trinity)
Regius Professor of Greek ist der Titel des Inhabers eines Lehrstuhls für Griechische Philologie am Trinity College in Dublin. Die Regius Professur wurde 1761 von König Georg III. gestiftet. Neben dieser Regius Professur für Griechische Sprache und Kultur existieren drei weitere Regius Professuren, die Regius Professorship of Greek an der University of Oxford, die Regius Professorship of Greek an der University of Cambridge und die die Regius Professorship of Greek an der University of Aberdeen.

## Lehrstuhlinhaber (Auswahl)
| Name                         | Namenszusatz  | von  | bis  | Anmerkung |
| ---------------------------- | ------------- | ---- | ---- | --- |
| Theaker Wilder:472           | D.D.          | 1761 | 1764 | |
| John Stokes:472              | D.D.          | 1764 | 1765 | |
| Henry Dabzac:472             | D.D.          | 1766 |      | |
| James Drought:472            | D.D.          | 1778 |      | |
| George Hall:472              | B.D.          | 1790 |      | |
| Arthur Brown:472             | LL.D.         | 1792 | 1795 | 1785 war Brown zum Regius Professor of Laws am Trinity College berufen worden. Die Professur für Griechisch übernahm er nur auf Zeit (s. u.).                     |
| George Hall:472              | D.D.          | 1795 | 1796 | Der spätere Provost des Trinity Colleges und dann Bischof von Dromore bekleidete mehrere Professuren, unter anderem auch Geschichte (1791) und Mathematik (1799). |
| John Barrett:472             | D.D.          | 1796 | 1797 | Barrett war für seine Exzentrizität bekannt, sprach Latein und Griechisch fließend, aber kaum einen Satz grammatikalisch korrektes Englisch.                      |
| Arthur Brown:472             | LL.D.         | 1797 | 1799 | siehe 1792 bis 1795 |
| Matthew Young:472            | D.D.          | 1799 | 1800 | |
| F. Hodgkinson:472            | LL.D.         | 1800 | 1801 | |
| Arthur Brown:472             | LL.D.         | 1801 | 1805 | siehe 1792 bis 1795 |
| F. Hodgkinson:472            | LL.D.         | 1806 | 1807 | |
| Robert Phipps:472            | LL.D.         | 1807 | 1809 | |
| William Magee:472            | D.D.          | 1809 | 1810 | |
| Richard Graves:472           | D.D.          | 1810 | 1811 | |
| Robert Phipps:472            | LL.D.         | 1811 | 1813 | |
| Thomas Prior:472             | D.D.          | 1813 | 1820 | |
| Bartholomew Lloyd:472        | D.D.          | 1821 | 1821 | |
| Thomas Prior:472             | D.D.          | 1822 | 1822 | |
| Bartholomew Lloyd:472        | D.D.          | 1823 | 1823 | |
| Thomas Prior:472             | D.D.          | 1824 | 1824 | |
| Bartholomew Lloyd:472        | D.D.          | 1825 | 1828 | |
| Thomas Prior:472             | D.D.          | 1829 | 1832 | |
| Franc Sadleir:472            | D.D.          | 1833 | 1838 | |
| Henry Wray:472               | D.D.          | 1838 | 1842 | |
| Richard MacDonnell:472       | D.D.          | 1843 | 1851 | |
| Thomas Luby:472              | D.D.          | 1852 | 1854 | |
| Thomas Stack:472             | M.A.          | 1855 | 1865 | |
| John K. Ingram:472           | LL.D.         | 1866 | 1879 | |
| Robert Yelverton Tyrrell:472 | M.A., Litt.D. | 1880 | 1898 | |
| John Bagnell Bury:472        | M.A.          | 1898 | 1902 | * 1861, † 1927; aus Irland stammender Althistoriker und Philologe                                                                                                 |
| Inhaber unbekannt            |               | 1902 | 1915 | |
| Josiah Gilbart Smyly         |               | 1915 | 1927 | |
| John Kells Ingram            |               |      |      | * 1823, † 1907, irischer Dichter, Nationalökonom und Historiker                                                                                                   |
| William Bedell Stanford      |               | 1940 | 1980 | |
| John M. Dillon               |               | 1980 | 2006 | |
| Brian McGing                 |               | 2006 |      | |